# Ndiyapo Letsholathebe
Ndiyapo Letsholathebe (Francistown, 25 febbraio 1983) è un ex calciatore botswano, di ruolo difensore.